# Kyle Gibson (basket-ball)
Ne doit pas être confondu avec Kyle Gibson, joueur de baseball.
Pour les articles homonymes, voir Kyle et Gibson.
Kyle Gibson, né le 22 mai 1987 à Los Angeles, Californie, est un joueur américain de basket-ball. Il évolue au poste d'ailier.

## Biographie

### Carrière universitaire
Gibson passe ses quatre années universitaires à l'université de Louisiana Tech où il joue pour les Bulldogs entre 2006 et 2010.

### Carrière professionnelle
Le 24 juin 2010, lors de la draft 2014 de la NBA, automatiquement éligible, il n'est pas sélectionné. Le 20 janvier 2011, il rejoint l'Energy de l'Iowa en D-League mais il est libéré quatre jours plus tard. Il n'a joué aucun match durant la saison 2010-2011.
Le 3 novembre 2011, il revient en Iowa mais il est de nouveau libéré le 23 novembre 2011. Le 1er décembre 2011, il rejoint le Charge de Canton en D-League avec qui il dispute 44 matches durant la saison 2011-2012.
Le 1er novembre 2012, il retourne à Canton où il est titulaire à l'ensemble des 44 matches qu'il dispute lors de la saison 2012-2013.
En juillet 2013, il participe à la NBA Summer League 2013 de Las Vegas avec les Bulls de Chicago. En cinq matches, il a des moyennes d'un point, 0,6 rebond et 0,2 interception en 3,8 minutes par match. Le 9 septembre 2013, il part en Europe, en Italie où il signe au Flexx Pistoia.
Le 18 juillet 2014, il signe à la Virtus Roma en Italie. Le 3 septembre 2014, il est sélectionné à la 4e position du premier tour de la draft 2014 de la NBA D-League par les Knicks de Westchester. Le 3 novembre 2014, il ne participe pas au camp d'entraînement de l'équipe en raison de son engagement avec l'équipe italienne. Au début du mois de mars 2015, il se blesse et doit mettre un terme à sa saison avec la Virtus Roma.
Le 12 août 2015, il signe en Belgique au BC Telenet Oostende.
Le 5 juillet 2016, il signe en France au BCM Gravelines avec l'objectif de gagner un titre. Avant le début de la saison, il est nommé capitaine de l'équipe.

## Statistiques

### Universitaires
| Saison    | Équipe         | Matchs | Titul. | Min./m | % Tir | % 3pts | % LF | Rbds/m. | Pass/m. | Int/m. | Ctr/m. | Pts/m. |
| --------- | -------------- | ------ | ------ | ------ | ----- | ------ | ---- | ------- | ------- | ------ | ------ | ------ |
| 2006-2007 | Louisiana Tech | 21     | 4      | 13,4   | 30,2  | 26,3   | 65,6 | 1,57    | 0,62    | 0,24   | 0,05   | 4,48   |
| 2007-2008 | Louisiana Tech | 30     | 30     | 36,0   | 42,0  | 39,6   | 74,3 | 4,97    | 1,30    | 1,10   | 0,30   | 16,53  |
| 2008-2009 | Louisiana Tech | 32     | 31     | 35,7   | 44,9  | 43,4   | 73,3 | 3,59    | 2,75    | 1,03   | 0,19   | 16,12  |
| 2009-2010 | Louisiana Tech | 31     | 30     | 34,4   | 39,7  | 32,8   | 84,0 | 3,87    | 3,03    | 0,90   | 0,06   | 18,42  |
| Total     |                | 114    | 95     | 31,3   | 41,1  | 37,3   | 77,2 | 3,66    | 2,05    | 0,87   | 0,16   | 14,71  |

### Professionnelles

#### D-League

##### Saison régulière
| Saison    | Équipe | Matchs | Titul. | Min./m | % Tir | % 3pts | % LF | Rbds/m. | Pass/m. | Int/m. | Ctr/m. | Pts/m. |
| --------- | ------ | ------ | ------ | ------ | ----- | ------ | ---- | ------- | ------- | ------ | ------ | ------ |
| 2011-2012 | Canton | 44     | 28     | 24,0   | 40,3  | 36,2   | 78,6 | 3,59    | 1,50    | 0,59   | 0,09   | 9,93   |
| 2012-2013 | Canton | 44     | 44     | 33,0   | 42,4  | 40,9   | 84,7 | 3,25    | 3,57    | 0,68   | 0,11   | 16,59  |
| Total     |        | 88     | 72     | 28,5   | 41,5  | 38,5   | 83,0 | 3,42    | 2,53    | 0,64   | 0,10   | 13,26  |

##### Playoffs
| Saison    | Équipe | Matchs | Titul. | Min./m | % Tir | % 3pts | % LF | Rbds/m. | Pass/m. | Int/m. | Ctr/m. | Pts/m. |
| --------- | ------ | ------ | ------ | ------ | ----- | ------ | ---- | ------- | ------- | ------ | ------ | ------ |
| 2011-2012 | Canton | 6      | 6      | 33,6   | 48,6  | 37,5   | 85,0 | 4,33    | 2,00    | 0,67   | 0,00   | 18,83  |

#### En Europe
| Saison    | Équipe                 | Matchs | Titul. | Min./m | % Tir | % 3pts | % LF | Rbds/m. | Pass/m. | Int/m. | Ctr/m. | Pts/m. |
| --------- | ---------------------- | ------ | ------ | ------ | ----- | ------ | ---- | ------- | ------- | ------ | ------ | ------ |
| 2013-2014 | Flexx Pistoia (Lega A) | 35     | 34     | 32,6   | 38,1  | 36,9   | 87,2 | 2,57    | 1,63    | 0,23   | 0,06   | 14,46  |
| 2014-2015 | Virtus Roma (Lega A)   | 19     | 19     | 30,2   | 35,7  | 33,3   | 89,5 | 2,47    | 2,11    | 0,74   | 0,11   | 14,16  |
| 2014-2015 | Virtus Roma (EuroCup)  | 16     | 16     | 29,6   | 39,9  | 37,4   | 87,5 | 2,06    | 2,25    | 0,69   | 0,00   | 14,50  |
| 2015-2016 | Oostende (BSL)         | 39     | 35     | 25,5   | 50,6  | 45,1   | 82,7 | 3,59    | 1,92    | 0,82   | 0,00   | 12,92  |
| 2015-2016 | Oostende (EuroCup)     | 15     | 15     | 24,6   | 42,1  | 32,9   | 82,4 | 2,67    | 2,00    | 0,47   | 0,00   | 14,25  |
| 2016-2017 | Gravelines (Pro A)     | 4      | 4      | 32,2   | 34,5  | 33,3   | 81,8 | 4,00    | 2,00    | 0,00   | 0,50   | 14,25  |

Mise à jour le 18 octobre 2016

## Clubs successifs
- 2006-2010 :  Bulldogs de Louisiana Tech (NCAA)
- 2011-2013 :  Charge de Canton (NBDL)
- 2013-2014 :  Flexx Pistoia (LBA)
- 2014-2015 :  Virtus Roma (LBA)
- 2015-2016 :  BC Telenet Oostende (PBL)
- 2016-2017 :  BCM Gravelines Dunkerque (Pro A)
- 2017-2018 :  Budućnost Podgorica (ABA)
- 2018-2019 :  Beşiktaş JK (Süper Ligi)
- 2019-2020 :  Boulazac BD (Jeep Élite)

## Palmarès
- NABC All-District (6) First Team (2010)
- WAC All-Conference Second Team (2009, 2010)
- WAC All-DefensiveTeam (2010)